# النابقى (الطويلة)

تعديل مصدري - تعديل

النابقى هي إحدى قرى عزلة بني الخياط بمديرية الطويلة التابعة لمحافظة المحويت، بلغ تعداد سكانها 76 نسمة حسب تعداد اليمن لعام 2004.